# 刘明 (1956年3月)
刘明（1956年3月—），男，汉族，云南石屏人，中华人民共和国政治人物。云南大学国际贸易专业研究生学历。
1975年9月参加工作，1986年12月加入中国共产党。1993年1月，任昆明市五华区区委书记。1997年8月，任昆明高新技术产业开发区管委会主任、党工委书记。2004年2月，任中共临沧地委副书记、临沧地区行署专员（同年11月临沧撤地设市）。2007年12月至2011年12月，任中共大理州委书记。2012年2月至2016年5月，任云南省审计厅厅长。
2019年12月，云南省纪委监委通报，刘明在担任五华区区委书记期间，受贿为李桥忠（孙小果继父）转业安置提供帮助；担任临沧市市长期间，请时任云南省高级人民法院院长赵仕杰为孙小果再审改判提供帮助，给予党内严重警告处分。
2024年5月，涉嫌严重违纪违法，主动投案，接受云南省纪委监委纪律审查和监察调查，二次落马。